# Lycée Sud Médoc - La Boétie
 (décembre 2017).
Si vous disposez d'ouvrages ou d'articles de référence ou si vous connaissez des sites web de qualité traitant du thème abordé ici, merci de compléter l'article en donnant les références utiles à sa vérifiabilité et en les liant à la section « Notes et références ».
Le lycée Sud Médoc - La Boétie est un lycée secondaire d'enseignement général et technologique situé sur la commune du Taillan-Médoc, dans la banlieue Ouest de la métropole de Bordeaux.

## Historique
Cet établissement a été créé en 1992. Il a été construit à l'origine pour accueillir 900, puis 1200 élèves et 1450 par extensions successives. Il connaît, depuis 5 ans, une croissance continue de ses effectifs, 50 élèves en moyenne par an ; 1319 élèves pour la rentrée 2006/2007.
Cette progression est liée à l’accroissement démographique des communes du secteur de recrutement : Le Haillan, Saint-Aubin, Le Taillan, Saint-Médard-en-Jalles, mais aussi Sainte-Hélène.

## Classement du Lycée
En 2015, le lycée se classe  14e sur 46 au niveau départemental quant à la qualité d'enseignement, et 1027e au niveau national. Le classement s'établit sur trois critères : le taux de réussite au bac, la proportion d'élèves de première qui obtient le baccalauréat en ayant fait les deux dernières années de leur scolarité dans l'établissement, et la valeur ajoutée (calculée à partir de l'origine sociale des élèves, de leur âge et de leurs résultats au diplôme national du brevet).

## Formations
Le lycée prépare à différentes spécialités du baccalauréat général, ainsi que la série STMG du baccalauréat technologique.

## Initiatives diverses
Le lycée Sud-Médoc et ses lycées ont développé au fil des années de multiples festivités : création d'une journée Festive consacrée à la cohésion entre les élèves, création d’un ciné-club au Carré des Jalles, avec l’appui de la municipalité, l’existence d’un carrefour des métiers avec le Rotary local ou les liaisons avec les collèges du secteur, ainsi que différentes activités au cours de l'année organisées par les professeurs ou le bureau des étudiants.

## Association des Anciens
À l'initiative du proviseur du lycée, l'association des anciens du lycée,  « Esprit Sud, les anciens de Sud Médoc », a été fondée en juillet 2012 par trois anciens élèves. Elle regroupe enseignants et anciens élèves dans le but de créer un réseau des anciens.